# Adelphagrotis washingtoniensis
Adelphagrotis washingtoniensis là một loài bướm đêm trong họ Noctuidae.